# Teracotona major
Teracotona major là một loài bướm đêm thuộc phân họ Arctiinae, họ Erebidae.